# Scirpus trachycaulos
Scirpus trachycaulos là loài thực vật có hoa trong họ Cói. Loài này được Phil. miêu tả khoa học đầu tiên năm 1896.